# Henryk Szumski

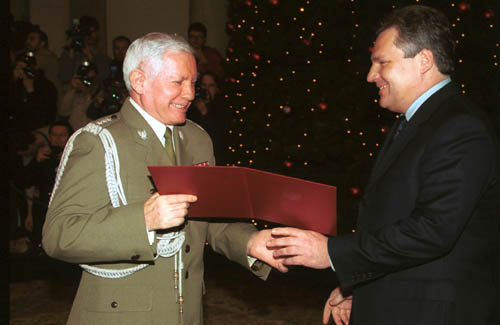
Powołanie gen. Henryka Szumskiego w skład Rady Bezpieczeństwa Narodowego przez prezydenta Aleksandra Kwaśniewskiego

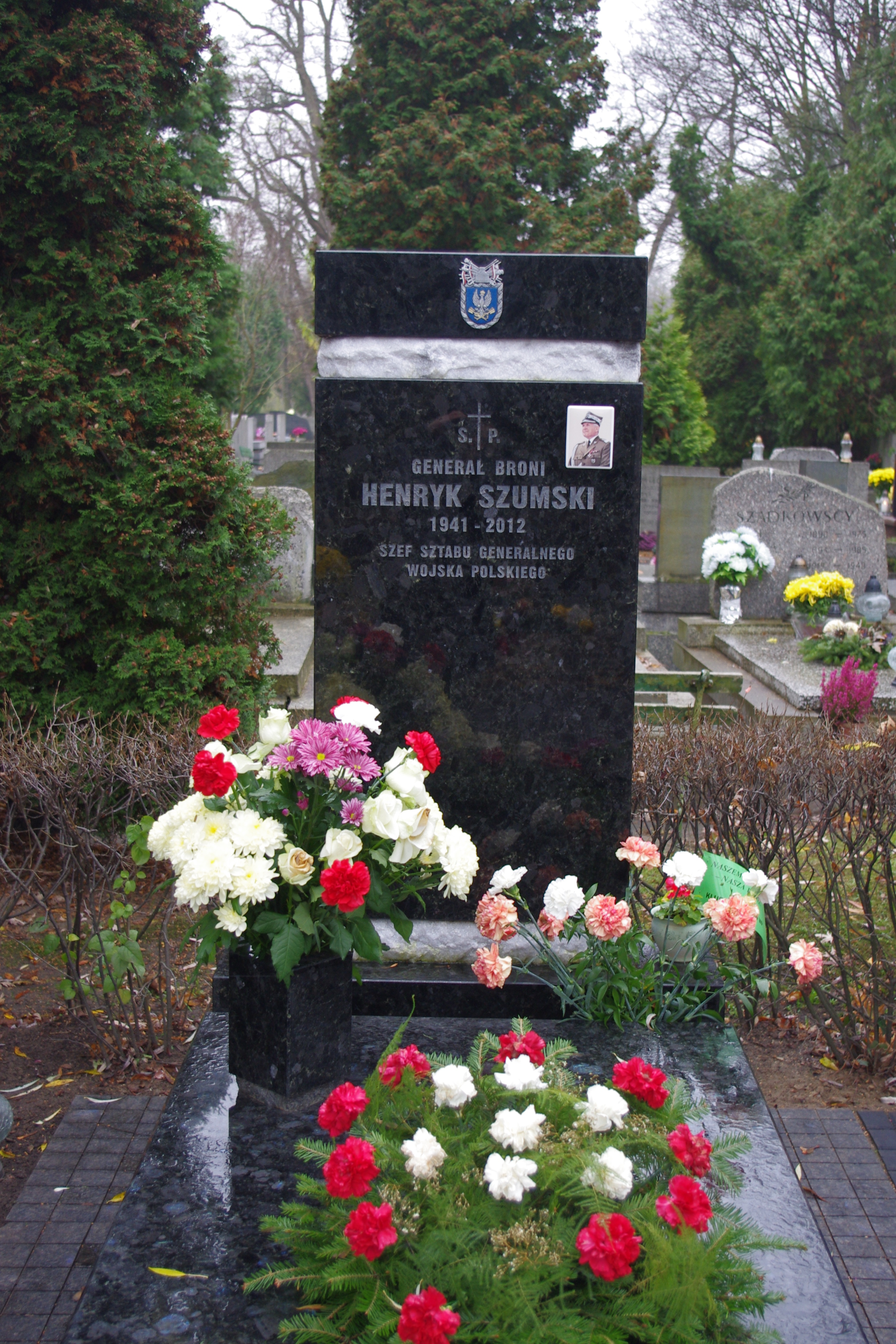
Grób gen. broni WP Henryka Szumskiego na Cmentarzu Wojskowym na Powązkach w Warszawie

Henryk Szumski (ur. 6 kwietnia 1941 w Potulicach, zm. 30 stycznia 2012 w Komorowie) – generał broni Wojska Polskiego, dowódca Śląskiego Okręgu Wojskowego (1987–1989), szef Sztabu Generalnego Wojska Polskiego (1997–2000), członek Rady Bezpieczeństwa Narodowego (2000–2005).

## Życiorys
Syn Józefata i Salomei z domu Nowak. W latach 1961–1964 był podchorążym Oficerskiej Szkoły Wojsk Pancernych im. Stefana Czarnieckiego w Poznaniu. Od 1964 był dowódcą plutonu, a następnie kompanii w 68 pułku czołgów średnich w Budowie. W latach 1968–1971 był słuchaczem Akademii Sztabu Generalnego im. gen. broni Karola Świerczewskiego w Rembertowie. Po ukończeniu studiów został przydzielony do 24 pułku czołgów średnich w Stargardzie Szczecińskim, w którym pełnił funkcję szefa sztabu, a następnie w latach 1973–1976 dowódcy pułku.
Od 15 maja 1976 był szefem sztabu, a od 17 maja 1978 dowódcą 16 Kaszubskiej Dywizji Pancernej w Elblągu. W sierpniu 1978 został skierowany na studia do Wojskowej Akademii Sztabu Generalnego Sił Zbrojnych ZSRR im. Klimenta Woroszyłowa w Moskwie. Studia ukończył we wrześniu 1980 i  objął dowództwo 12 Dywizji Zmechanizowanej im. Armii Ludowej w Szczecinie.
W grudniu 1981 uczestniczył w pacyfikacji strajku w Stoczni Szczecińskiej i innych szczecińskich zakładach pracy. Drogą wodną dokonano desantu na położoną na wyspie Stocznię „Gryfia”. Podporządkowane płk. Szumskiemu oddziały wojskowe wjechały na teren PP „Polmozbyt” i PP „Wutech”.
11 października 1982 roku Minister Obrony Narodowej wyróżnił go wpisem do „Honorowej Księgi Czynów Żołnierskich” „za wzorową służbę i pracę w Siłach Zbrojnych Polskiej Rzeczypospolitej Ludowej oraz szczególne zasługi dla socjalistycznej Ojczyzny w okresie stanu wojennego”. Dowodzona przez niego dywizja była trzykrotnie wyróżniana jako „Przodujący Związek Taktyczny w WP”. 24 września 1983 na mocy uchwały Rady Państwa PRL otrzymał nominację na stopień generała brygady; nominację wręczył mu w Belwederze 10 października 1983 przewodniczący Rady Państwa prof. Henryk Jabłoński.
W latach 1984–1986 był szefem sztabu w Pomorskim Okręgu Wojskowym, a następnie zastępcą szefa Sztabu Generalnego do spraw operacyjnych. Dowódca Śląskiego Okręgu Wojskowego w okresie 19 października 1987 – 4 września 1989. W październiku 1988 na mocy uchwały Rady Państwa PRL otrzymał awans do stopnia  generała dywizji. Jako dowódca Śląskiego Okręgu Wojskowego prowadził największe w 1989 ćwiczenia z wojskami „Orion-89”, z udziałem obserwatorów państw KBWE.
Od września 1989 do września 1990 był I zastępcą szefa Sztabu Generalnego WP, a od września 1990 do kwietnia 1993 szefem Głównego Zarządu Szkolenia Bojowego WP.  W latach 1993–1996 był inspektorem w Grupie Inspektorów Kierownictwa Sztabu Generalnego WP. We wrześniu 1996 został oddelegowany do pracy w Biurze Bezpieczeństwa Narodowego, gdzie opracowywał koncepcje funkcjonowania WP w NATO oraz modernizacji Sił Zbrojnych
Między 10 marca 1997 a 28 września 2000, na mocy decyzji Prezydenta RP, pełnił funkcję szefa Sztabu Generalnego WP. Otrzymał także nominację na stopień generała broni. 23 grudnia 2000 został mianowany przez Prezydenta RP na członka Rady Bezpieczeństwa Narodowego, w której zasiadał do 2005 roku. Zawodową służbę wojskową zakończył 6 kwienia 2001 roku na mocy decyzji MON z 17 października 2000. Został pożegnany przez ministra obrony narodowej Bronisława Komorowskiego oraz szefa Sztabu Generalnego WP gen. Czesława Piątasa.
30 stycznia 2012 roku zmarł po ugodzeniu nożem przez swojego syna.
9 lutego 2012 odbył się pogrzeb gen. Szumskiego w Alei Zasłużonych na cmentarzu wojskowym na Powązkach(kwatera D31-tuje-7), w którym uczestniczyli m.in. prezydent Aleksander Kwaśniewski, szef BBN Stanisław Koziej, minister obrony Tomasz Siemoniak, były minister obrony Janusz Onyszkiewicz i gen. Mirosław Hermaszewski. Odczytano także list od nieobecnego na pogrzebie gen. Wojciecha Jaruzelskiego.

## Awanse
- podporucznik – 1964
- porucznik – 1967
- kapitan – 1971
- major – 1973
- podpułkownik – 1976
- pułkownik – 1980
- generał brygady – 1983
- generał dywizji – 1988
- generał broni – 1997

## Ordery i odznaczenia
- Krzyż Komandorski z Gwiazdą Orderu Odrodzenia Polski – 2000[5]
- Krzyż Kawalerski Orderu Odrodzenia Polski (1981)[6]
- Order Sztandaru Pracy II klasy (1989)[6]
- Złoty Krzyż Zasługi[6]
- Srebrny Krzyż Zasługi[6]
- Złoty Medal „Siły Zbrojne w Służbie Ojczyzny” (1984)[6]
- Srebrny Medal „Siły Zbrojne w Służbie Ojczyzny”[6]
- Brązowy Medal „Siły Zbrojne w Służbie Ojczyzny”[6]
- Złoty Medal „Za zasługi dla obronności kraju” (1982)
- Srebrny Medal „Za zasługi dla obronności kraju”
- Brązowy Medal „Za zasługi dla obronności kraju”
- Medal „Milito Pro Christo” (2012)[4][7]
- Commandeur Legii Honorowej (Francja, 2000)[6]
- Krzyż Honoru Bundeswehry w Złocie (Niemcy, 1998)[8]
- Commander Legii Zasługi (Stany Zjednoczone, 1999)[6]
- Krzyż Komandorski z Gwiazdą Orderu Zasługi Republiki Węgierskiej (1999)[6]
- Grande Ufficiale Orderu Zasługi Republiki Włoskiej (2000)[6][9]
- Order Czerwonej Gwiazdy (ZSRR, 1984)
- Wojskowy Krzyż Zasługi z Białą Wstęgą (Hiszpania, 1999)

## Życie prywatne
Żonaty z Wiesławą, miał czworo dzieci.

## Książki
- Henryk Szumski, Ryszard Kaczorowski, Rzeczpospolita Polska czasu wojny. Rozkazy Naczelnego Wodza do żołnierzy 1939–1945, Wydawnictwo Adiutor, ISBN 83-86100-61-3.